# میرزا سلیمان‌خان بیان‌السلطنه
میرزا سلیمان فراهانی  ملقب به بیان‌السلطنه، از سیاستمداران تهرانی بود، که در دوره نخست به‌عنوان نماینده تهران در مجلس شورای ملی حضور داشت.
میرزا سلیمان خان بیان السلطنه در اول اردیبهشت ۱۲۸۷ به جای احتشام السلطنه که استعفا داده بود به نمایندگی نخستین دوره مجلس شورای ملی برگزیده شد.